# Melissa Hoskins
Melissa Hoskins (Kalamunda, Austràlia Occidental, 24 de febrer de 1991 - 30 de desembre de 2023, Medindie, Austràlia del Sud) fou una ciclista australiana que va destacar en la pista, encara que també competia en carretera.
Durant la seva trajectòria en pista va aconseguir 5 medalles en els campionats mundials, incloent-n'hi una d'or en persecució per equips.
Morí a Adelaida després de ser atropellada per la furgoneta que conduïa el seu marit, el també ciclista Rohan Dennis.

## Palmarès en pista
- 2008
  -  Campiona d'Austràlia en Persecució per equips (amb Sarah Kent i Josephine Tomic)
- 2009
  -  Campiona del món júnior en Persecució per equips (amb Michaela Anderson i Megan Dunn)
  -  Campiona d'Austràlia en Persecució per equips (amb Sarah Kent i Josephine Tomic)
  -  Campiona d'Austràlia júnior en keirin
- 2010
  - Campiona d'Oceania en Òmnium
  -  Campiona d'Austràlia en Persecució per equips (amb Sarah Kent i Josephine Tomic)
- 2011
  -  Campiona d'Austràlia en Persecució per equips (amb Isabella King i Josephine Tomic)
- 2015
  -  Campiona del món en Persecució per equips (amb Annette Edmondson, Amy Cure i Ashlee Ankudinoff)
  -  Campiona d'Austràlia en Puntuació

### Resultats a laCopa del Món en pista
- 2011-2012
  - 1r a Londres, en Scratch

## Palmarès en ruta
- 2009
  -  Campiona d'Austràlia júnior de ciclisme en critèrium
- 2011
  - Vencedora d'una etapa al Tour de Feminin-O cenu Českého Švýcarska
- 2012
  -  Campiona d'Austràlia sub-23 de ciclisme en critèrium
  - 1a al Tour of Chongming Island i vencedora de 2 etapes
- 2015
  - Vencedora de 2 etapes al Santos Women's Tour